# Hyphovatus dismorphus
Hyphovatus dismorphus is een keversoort uit de familie waterroofkevers (Dytiscidae). De wetenschappelijke naam van de soort is voor het eerst geldig gepubliceerd in 1984 door Biström.